# نبرد ووهان
نبرد ووهان که در چین به عنوان دفاع از ووهان، و در ژاپن به عنوان تسخیر ووهان شناخته شده‌است، یک جنگ از سری جنگ‌های جنگ دوم چین و ژاپن در مقیاس بزرگ بود. بیش از یک میلیون نفر سرباز از ارتش ملی انقلاب در این جنگ شرکت داشتند، چیانگ کای–شک خودش رهبری جنگ و دفاع از ووهان را برعهده داشت. ارتش سلطنتی ژاپن به رهبری یاسوجی اوکامورا بود.